# Ministère de la Politique sociale
Le Ministère de la Politique sociale d'Ukraine (en ukrainien : Міністерство соціальної політики України : , Ministerstvo sotsialnoi polityky Ukrainy), anciennement Ministère du Travail et de la Politique sociale, est l'administration chargée de l'emploi, de la famille, de l'immigration, des droits des femmes et des enfants et de l'aide sociale.

## Spécialisation
- Emploi et immigration de travail
- Relations de travail
- Sécurité sociale
- Affaires familiales et protection de l’enfance
- Droits des immigrés ukrainiens retournés en Ukraine
- Égalité des droits entre les femmes et les hommes
- Prévention des violences familiales

## Organisation
Le ministère se compose d'une administration centrale, dirigée par le ministre de la Politique sociale assisté de son cabinet, qui dirige l'action d'administrations spécialisées et coordonne l'action du gouvernement.

### Agences gouvernementales
- Agence pour les personnes handicapées et les anciens combattants
- Inspection du travail
- Agence nationale pour l'emploi

### Système de sécurité sociale
- Caisse nationale de sécurité sociale à destination des chômeurs
- Caisse de sécurité sociale pour invalidité temporaire
- Caisse de sécurité sociale des accidents du travail
- Caisse de retraite de l'Ukraine

## Liste des ministres

### Gouvernement de laRépublique socialiste soviétique d'Ukraine(jusqu'en 1990)
| Ministère                        | Nom            | Mandat   | Mandat |
| Ministère                        | Nom            | Début    | Fin    |
| -------------------------------- | -------------- | -------- | ------ |
| Ministère de la Sécurité Sociale | Oleksi Fedorov | Mai 1957 | 1979   |

### Gouvernement de laRépublique d'Ukraine(depuis 1990)
| Ministère                                       | Nom                   | Mandat            | Mandat            |
| Ministère                                       | Nom                   | Début             | Fin               |
| ----------------------------------------------- | --------------------- | ----------------- | ----------------- |
| Ministère du Travail                            | Vitaly Vasylchenko    | 1990              | 29 octobre 1991   |
| Ministère du Travail                            | Mykhailo Kaskevytch   | 29 octobre 1991   | 8 août 1996       |
| Ministère du Travail                            | Mykola Bilobotski     | Août 1996         | Juillet 1997      |
| Ministère du Travail et de la Politique sociale | Mykola Bilobotski     | Juillet 1997      | Juin 1998         |
| Ministère du Travail et de la Politique sociale | Ivan Sakhan           | 25 juin 1998      | 30 novembre 2002  |
| Ministère du Travail et de la Politique sociale | Mykhaïlo Papiev       | 30 novembre 2002  | 3 février 2005    |
| Ministère du Travail et de la Politique sociale | Viatcheslav Kyrylenko | 4 février 2005    | 27 septembre 2005 |
| Ministère du Travail et de la Politique sociale | Ivan Sakhan           | 27 septembre 2005 | 4 août 2006       |
| Ministère du Travail et de la Politique sociale | Mykhaïlo Papiev       | 4 août 2006       | 18 décembre 2007  |
| Ministère du Travail et de la Politique sociale | Lyudmyla Denisova     | 18 décembre 2007  | 11 mars 2010      |
| Ministère du Travail et de la Politique sociale | Vasyl Nadraha         | 11 mars 2010      | 9 décembre 2010   |
| Ministère de la Politique sociale               | Serhiy Tyhipko        | 9 décembre 2010   | 24 décembre 2012  |
| Ministère de la Politique sociale               | Natalia Korolevska    | 24 décembre 2012  | 24 février 2014   |
| Ministère de la Politique sociale               | Lyudmyla Denisova     | 27 février 2014   | 2 décembre 2014   |
| Ministère de la Politique sociale               | Pavlo Rozenko         | 2 décembre 2014   | 14 avril 2016     |
| Ministère de la Politique sociale               | André Reva            | 14 avril 2016     | 29 août 2019      |
| Ministère de la Politique sociale               | Ioulia Sokolovska     | 29 août 2019      | 4 mars 2020       |
| Ministère de la Politique sociale               | Maryna Lazebna        | 4 mars 2020       | 18 juillet 2022   |
| Ministère de la Politique sociale               | Oksana Jolnovytch     | 19 juillet 2022   | En cours          |